# 劉沛
劉沛（英語：Pierre Liu；1988年12月4日—），美國籍台灣YouTuber。

## 生平
劉沛於1988年12月4日生於美國加利福尼亚州洛杉矶，父親曾是一名演員，而母親則很擅長彈琵琶。劉沛畢業於美國南加州大學商學院，主修商業管理系，副修電影系。
身為美籍華裔的劉沛，自小的願望是成為一名歌手。當他看見很多與自己背景相似的人，如陶喆、方大同、王力宏等，都在台灣出道並且發展的有聲有色，便希冀前往台灣發展。2012年，在得到父母的支持下，劉沛前往台灣參加選秀節目華人星光大道。本以為自己將會成為歌手，但他只在比賽中獲得第13名，無緣出道。
在比賽期間，劉沛曾用YouTube頻道「Pierre劉沛」上傳自己唱歌的片段；同時亦經營另一頻道「the劉沛」。然而在選秀失敗後，他放棄了自小的歌星夢，還離開台灣學習電影幕後製作，兩個頻道亦因此停止營運。直至2016年，劉沛再度前往台灣，重新經營頻道；同年憑借有關《寶可夢GO》的片段，一舉提升知名度，並走上了全職YouTuber之路。2019年獲得康泰納仕社群風格名人獎。目前也持續在「the劉沛」發布日常影片以及在「more劉沛」發布Pokémon Go的相關影片。

## 個人生活
劉沛育有一隻愛犬，名為Luna。2020年2月與交往多年的女友美根結婚，2021年宣佈在美國生下長子「小培根」。2023年2月宣佈美根懷上第二胎。

## 外部連結
- YouTube上的the劉沛頻道
- YouTube上的more劉沛頻道
- YouTube上的Pierre劉沛頻道
- 劉沛 Pierre Liu的Facebook專頁
- 劉沛 Pierre的Instagram帳戶
- Pierre Liu Pei的X（前Twitter）